# Nueva Palmira
Nueva Palmira is een stad in Uruguay gelegen in het departement Colonia. De stad telt 9.857 inwoners (2011).
Carmelo is gesticht op 26 oktober 1831.

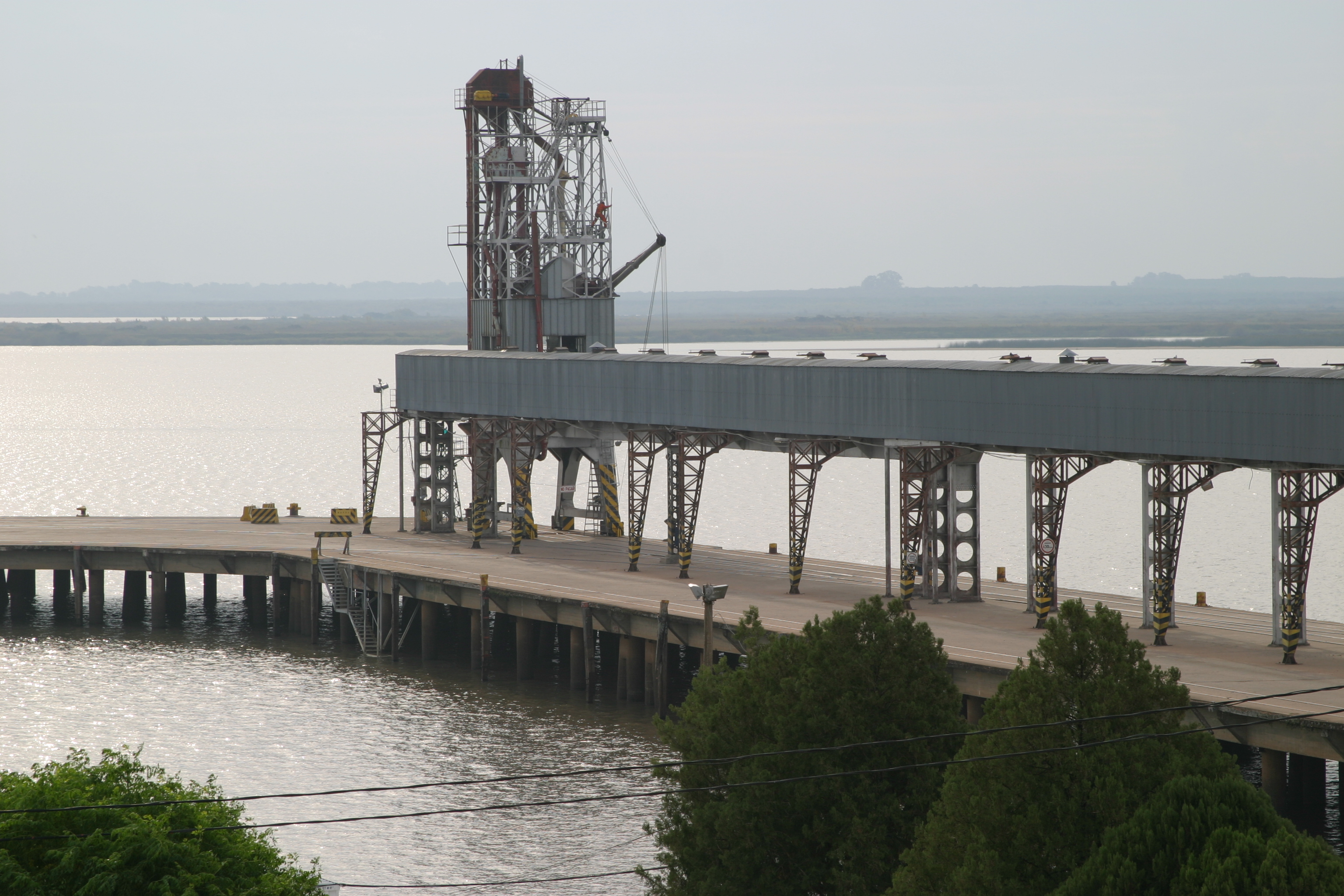
Nueva Palmira
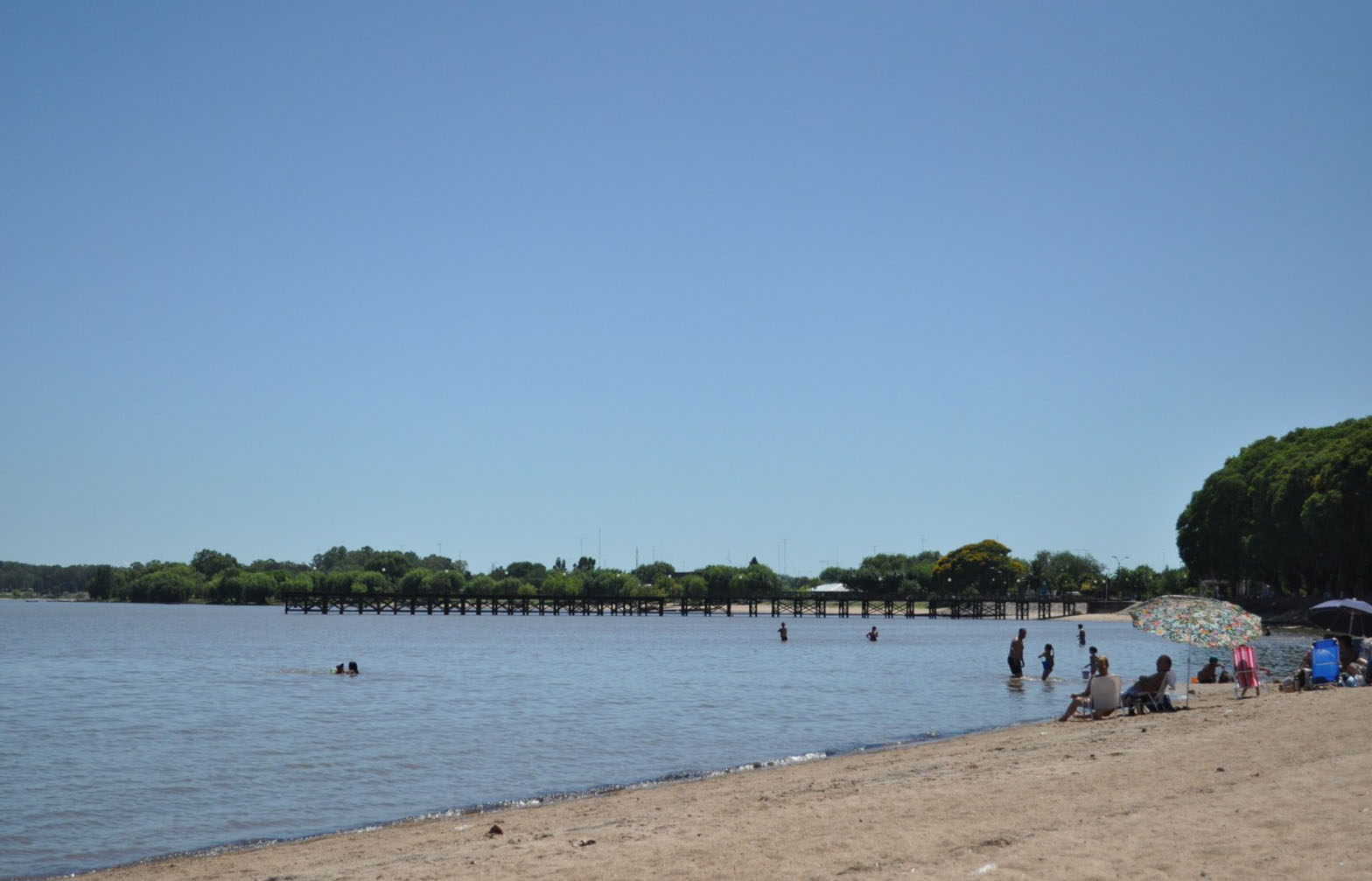
Strand van Nueva Palmira
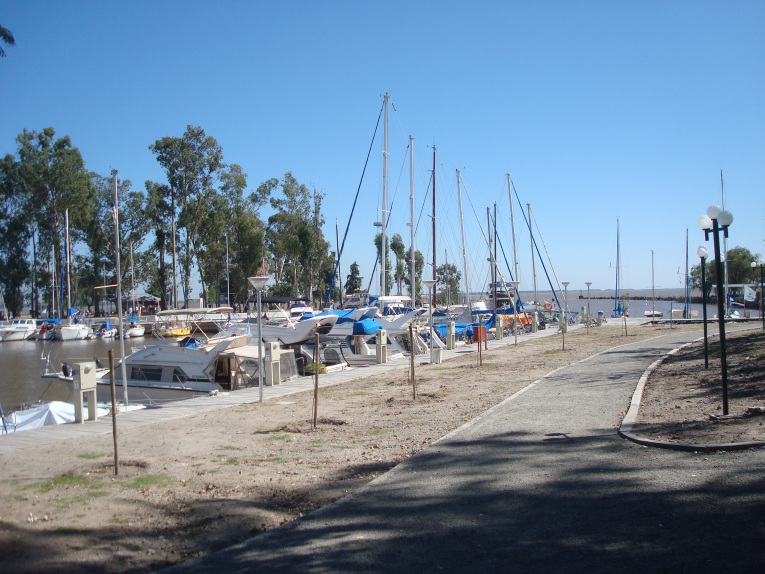
Jachthaven van Nueva Palmira
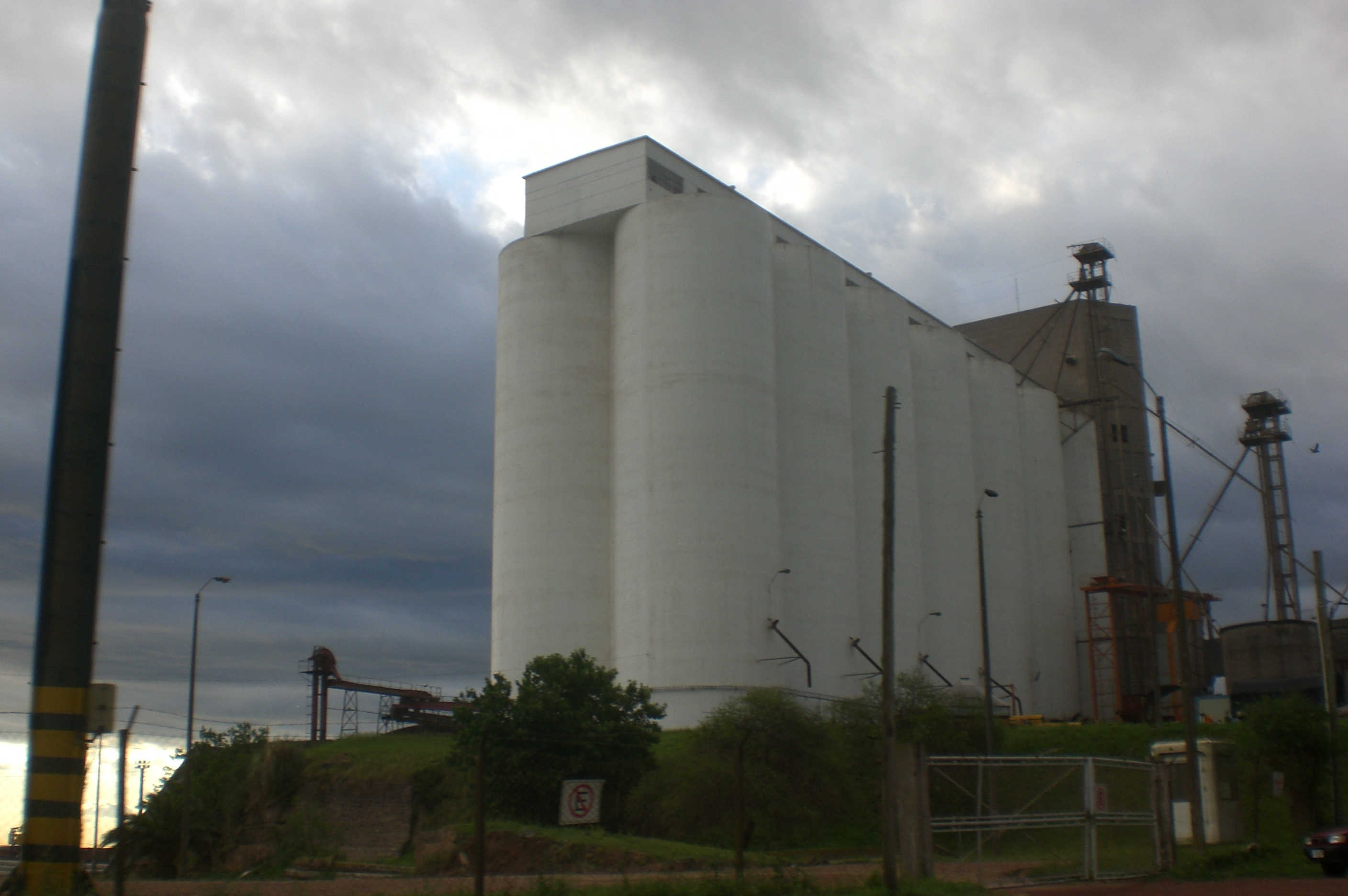
Graansilo's bij Nueva Palmira